# Zwei

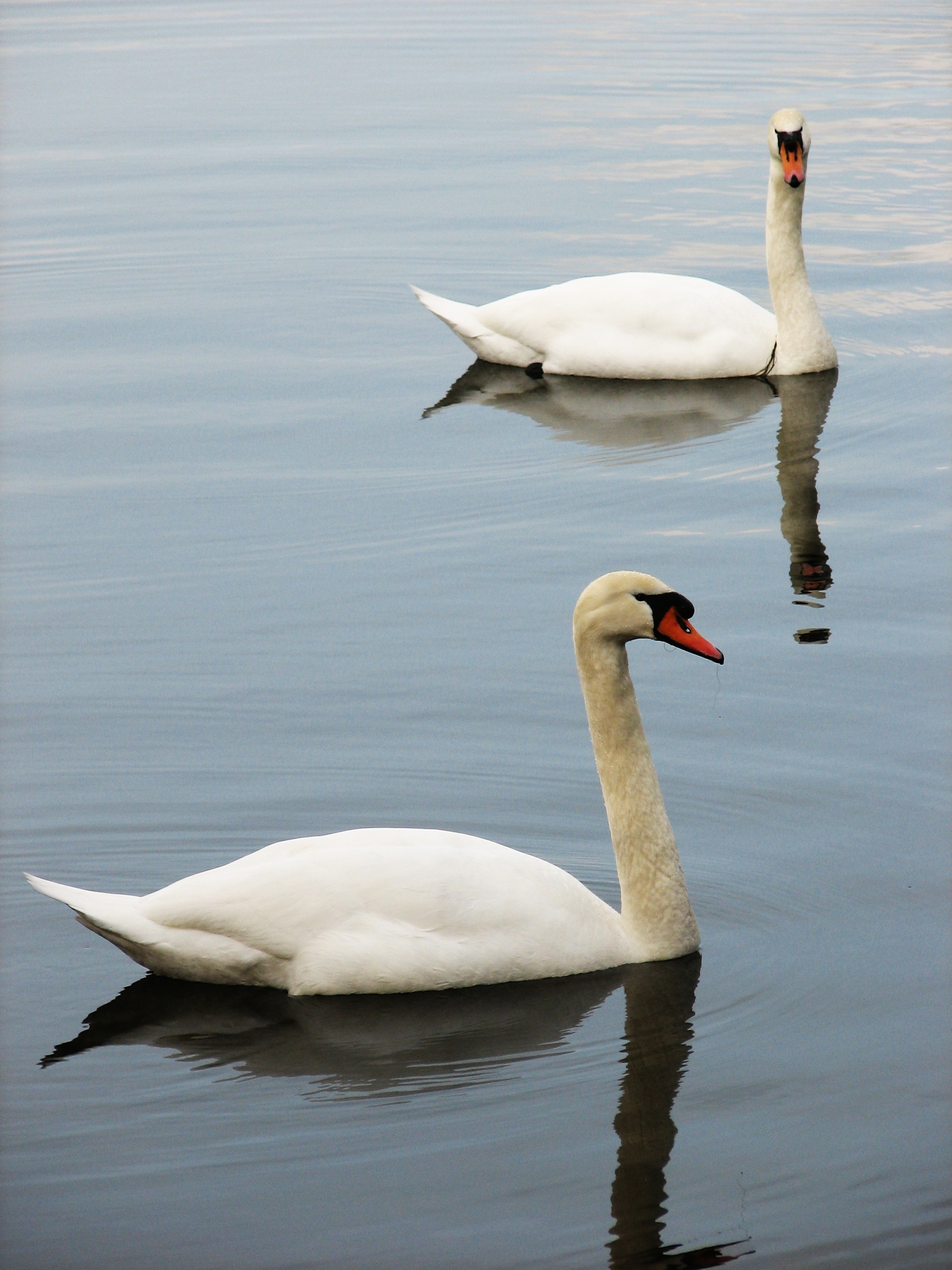
Zwei Schwäne

Die Zwei (2) ist die natürliche Zahl zwischen eins und drei. Sie ist sowohl die einzige gerade als auch die erste Primzahl. Im Sprechfunk ist es üblich, die Zahl als Zwo zu bezeichnen.

## Mathematik
- Zwei ist die kleinste und die einzige gerade Primzahl und die einzige, auf die direkt eine weitere (die 3) folgt.
- Alle geraden Zahlen sind durch 2 teilbar.
- Zwei ist die dritte Zahl der Fibonacci-Folge.
- Gottfried Wilhelm Leibniz entdeckte das Dualsystem (Binärsystem oder Zweiersystem), das nur zwei Ziffern zur Darstellung von Zahlen benutzt. Es erlebte mit der Entwicklung der Digitaltechnik eine starke Verbreitung. Auf Grund dessen ist es das bekannteste und wichtigste Zahlensystem neben dem gewöhnlich benutzten Dezimalsystem.
- Zwei ist eine Størmer-Zahl.

## Schreibweisen

### Das arabische Zahlzeichen
Ein ursprüngliches Zahlzeichen für die Zahl zwei wurde aus zwei parallelen Strichen gebildet, horizontal (wie das chinesische Zeichen (二) und die Brahmi-Zahl) oder vertikal. Aus der Brahmi-Zahl entwickelte sich über die Vermittlung durch die Araber das heutige Zahlzeichen 2 (siehe Abbildung).

### Andere Zahlschriften
Die römische Zahl ist II.

## Sprachliches
Die Zahl zwei hat wohl in allen gesprochenen Sprachen ein eigenes Wort. Zum Teil kennen jedoch so genannte Naturvölker wie die Torres-Strait-Insulaner bis heute nur eigene Wortstämme für die 1 und die 2. Mit diesen beiden kombinieren sie die Zahlen 3, 4, 5 und 6. Alle Zahlen, die danach kommen, bezeichnen sie lediglich mit „viel“. Es gibt auch Fälle, in denen eine Sprache keinerlei Zahlen hat, wie in Pirahã.

### Zwei
Das deutsche Zahlwort zwei entstand aus der indogermanischen Wurzel *duwo bzw. *duôu und geht zurück auf die sächliche Form zwei, die bereits im Althochdeutschen belegt ist (die weibliche Form lautete zwo, die männliche zween). Weitere Bildungen aus dieser indogermanischen Wurzel sind beispielsweise die Wörter Zuber, Zweck, Zweifel, Zwilling, Zwirn, Zwist und Zwitter.

#### Kardinalzahl
Bis ins 18. Jahrhundert wurden im Hochdeutschen bei dem Zahlwort zwei die drei grammatischen Geschlechter unterschieden. In einigen Dialekten des Schweizerdeutschen, des Bairischen und des Moselfränkischen sind diese Unterscheidungen noch geläufig, wobei sächlich für gemischtgeschlechtliche Paare stehen kann.
Deklination:
| Fall      | ohne Artikel und mit Substantiv (zwei Kinder) | ohne Artikel und mit Substantiv (zwei Kinder) | ohne Artikel und mit Substantiv (zwei Kinder) |         | mit Artikel und mit Substantiv (die zwei Kinder) | mit Artikel und mit Substantiv (die zwei Kinder) | mit Artikel und mit Substantiv (die zwei Kinder) |       | ohne Artikel und ohne Substantiv (zwei) | ohne Artikel und ohne Substantiv (zwei) | ohne Artikel und ohne Substantiv (zwei) |
| Fall      | männlich                                      | weiblich                                      | sächlich                                      |         | männlich                                         | weiblich                                         | sächlich                                         |       | männlich                                | weiblich                                | sächlich                                |
| --------- | --------------------------------------------- | --------------------------------------------- | --------------------------------------------- | ------- | ------------------------------------------------ | ------------------------------------------------ | ------------------------------------------------ | ----- | --------------------------------------- | --------------------------------------- | --------------------------------------- |
| Nominativ | zween                                         | zwo                                           | zwei                                          |         | zween                                            | zwo                                              | zwei                                             |       | zweene                                  | zwo                                     | zwei                                    |
| Genitiv   | zweener                                       | zwoer                                         | zweier                                        | zween   | zwo                                              | zwei                                             | zweener                                          | zwoer | zweier                                  |                                         |                                         |
| Dativ     | zweenen                                       | zwoen                                         | zweien                                        | zweenen | zwoen                                            | zweien                                           | zweenen                                          | zwoen | zweien                                  |                                         |                                         |
| Akkusativ | zween                                         | zwo                                           | zwei                                          | zween   | zwo                                              | zwei                                             | zweene                                           | zwo   | zwei                                    |                                         |                                         |

In älterer Orthografie findet sich auch zwen für zween und zwey für zwei.
So übersetzte Luther im alten Testament beispielsweise:
„Und sollst Ketten zu dem Schildlein machen mit zwei Enden, aber die Glieder ineinander hangend, von feinem Golde, und zween güldene Ringe an das Schildlein, also daß du dieselben zween Ringe heftest an zwo Ecken des Schildleins und die zwo güldenen Ketten in die selben zween Ringe an den beiden Ecken des Schildleins tust.“ (2. Mose 28,22-24)
In späteren Zeiten herrschte Unsicherheit und Inkonsequenz in der Verwendung dieser Formen, bis die Unterscheidung zwischen den Geschlechtern schließlich völlig veraltete; die Beugung von zwei unterbleibt heute bis auf den Genitiv und noch seltener den Dativ ganz, wenn die Form eindeutig ist.
Vom Genitiv zweier stammt die ebenfalls veraltete Form zwier für „zweimal“, so etwa bei Luther: Ich faste zwier in der Woche. (Lukas 18,12)
Mit dem Aufkommen elektronischer Sprechverbindungen (Telefon und Sprechfunk) bürgerte sich die Form zwo für zwei ein, um bei schlechter Übertragungsqualität das Wort besser vom ähnlich lautenden „drei“ unterscheiden zu können. Diese Lautung ging in Deutschland auf den allgemeinen geschäftlichen Verkehr und auf die Umgangssprache über. Mittlerweile ist die „Zwo“ weniger verbreitet, allerdings wird nach wie vor im Sprechfunk „Zwo“ verwendet, das die Verwechslungsgefahr verringert. Dies trifft für Feuerwehren und im Alltagsbetrieb bei der Bundeswehr, dem Bundesheer und der Schweizer Armee zu. Auch in Bahnhöfen wird Gleis 2 in Durchsagen häufig als „Gleis Zwo“ bezeichnet. Bei Skatspielern ist sie für den Reizwert 22 gängig. Im bairischen Sprachraum erfüllt die Unterscheidungsfunktion im Alltag, so benötigt, die bairischen Varianten zwoa/zwà.
Aus dem Zahlwort zwei ist das Präfix zwie- abgeleitet, das die Zweiheit ausdrückt, wie bei Zwieback oder Zwiespalt.
Das griechische Wort für zwei (δύο - dýo) und das lateinische duo finden sich in zahlreichen Lehnwörtern, Beispiele: Dyadik, Hendiadyoin, Duo, Duell, Dual, Duett.
Ebenfalls aus der oben erwähnten indogermanischen Wurzel stammen die Präfixe (lat.) bi-: bilateral, Bimetall, Bisexualität, und (griech.) δι- (di-): Dichotomie, Diode, Diptychon.

#### Ordnungszahl
Der deutschen Ordnungszahl der zweite entsprechen lateinisch secundus (eigentlich „der folgende“) und griechisch δεύτερος (deuteros), die in Wörter wie Sekunde, Sekundogenitur, Deuterium und Deuteron eingegangen sind.

#### Multiplikativzahl
Neben zweifach und zwiefach hat sich im Deutschen das Wort doppelt (aus lateinisch duplus) entwickelt. Das lateinische duplus bzw. duplex ist Bestandteil zahlreicher Lehnwörter wie Duplex, Duplik, Duplikation. Vom entsprechenden griechischen διπλόος (diplóos - doppelt) stammen Wörter wie Diplodocus und diploid.

### Beide
Aus der indogermanischen Wurzel *ambho, verkürzt *bho, die ebenfalls eine Zweiheit oder Paarheit bezeichnete, entstand über den althochdeutschen Ausdruck bei diu („beide diese“) das neuhochdeutsche Zahlwort beide, das wie ein Adjektiv dekliniert wird und zwei eine Einheit bzw. ein Paar bildende Dinge beschreibt. Erst in der Neuzeit bildete sich die Singularform beides.
Von derselben Wurzel stammen die griechische Dualform ἄμφω (ámpho - beide) und die Präsposition ἀμφί (amphí - auf beiden Seiten, beid-) sowie das gleichbedeutende lateinische ambo bzw. ambi. Sie kommen in zahlreichen Lehnwörtern vor. Beispiele dafür sind Amphitheater („auf beiden Seiten von Zuschauerplätzen umgebenes Theater“), Amphibium (in beiden Elementen (Wasser und Luft) lebendes Lebewesen), Ambivalenz („Gültigkeit beider (gegensätzlicher) Seiten“), Amphore („Henkel auf beiden Seiten“) und Ambiguität („Doppeldeutigkeit“).

### Der Dual
In vielen Sprachen gab oder gibt es für die Zweizahl einen eigenen Numerus, den Dual. Reste im Deutschen sind die bairischen Fürwörter eß für „ihr“ und enk für „euch“ (die heute aber allgemeine Pluralformen sind). Indogermanische Sprachen, die den Dual noch ausdrücken, sind beispielsweise das Slowenische und das Sorbische.

### Pluraliatantum und Singular-Entsprechungen
Für manche Gegenstände, die aus zwei identischen Hälften bestehen, werden in Sprachen wie Englisch, Französisch usw. immer Pluralformen benutzt, im Deutschen gelten sie jedoch als Einheit, und man verwendet Singularformen.
Beispiele:
- Englisch: Where are my eyeglasses? - They are in the living-room.
- Französisch: Où sont mes lunettes ? - Elles sont dans le salon.
- Aber im Deutschen: Wo ist meine Brille? - Sie ist im Wohnzimmer.

Im Deutschen kann man von solchen Wörtern Pluralformen bilden und sie mit Zahlwörtern verbinden („eine Brille, zwei Brillen“), in anderen Sprachen muss man zu Umschreibungen greifen („a pair of eyeglasses, two pairs of eyeglasses“, „une paire de lunettes, deux paires de lunettes“).
Eine Ausnahme bildet das zumindest regional noch gebräuchliche (ein Paar) Hosen – wegen der zwei Beine – alternativ zu Hose.

## Naturwissenschaften
Ein großer Teil des Tierreichs, darunter alle Wirbeltiere und mit ihnen der Mensch, gehört zu den Bilateria, deren Körper spiegelsymmetrisch gebaut ist. Viele Organe gibt es daher doppelt bzw. paarweise. Einiges der Wahrnehmung des Menschen ist durch diese Symmetrie des Körpers geprägt, beispielsweise die Begriffe links und rechts.
Fast alle Lebewesen höherer Organisationsstufen pflanzen sich zweigeschlechtlich fort. Die Trennung der Menschheit in zwei biologische Geschlechter, also in Mann und Frau, prägt die Selbstwahrnehmung und das Selbstbewusstsein des Menschen nachhaltig.
2 ist die Ordnungszahl von Helium im Periodensystem. Außerdem besteht der Atomkern aller Isotope außer Protium aus zwei Teilchenarten: Protonen und Neutronen. In der Kernphysik ist zwei eine der magischen Zahlen, da zwei Protonen oder Neutronen eine Schale füllen. Die positive Ladung des Protons wird in einem Atom von der negativen Ladung des Elektrons ausgeglichen, wodurch es zwei bestimmende Ladungen in einem Atom gibt.

### Astronomie
In der Astronomie werden verschiedene Zeitspannen zweigeteilt, wie Tag und Nacht (siehe auch Taghimmel und Nachthimmel) oder zunehmender und abnehmender Mond (siehe auch nidsigend und obsigend). Im Sommerhalbjahr sind die Tage länger als die Nächte und im Winterhalbjahr umgekehrt. Die Beobachtung von astronomischen Himmelsobjekten ist nur zwischen Auf- und Untergang möglich. Ferner wird im Horizontsystem der Erde zwischen Osthimmel und Westhimmel und im Äquatorsystem der Erde in Bezug auf die Hemisphären zwischen Nordhimmel und Südhimmel unterschieden.
Weiterhin ist Venus der zweite Planet im Sonnensystem und der Mars hat zwei Monde (Phobos und Deimos). Der große Asteroid Pallas trägt die Nummerierung 2. Die meisten Sterne bilden Binärsysteme.

## Geisteswissenschaften, Religion, Mythologie und Literatur

Taiji, das Symbol für „individuelles“ Yin und Yang

Zwei Elemente, die zusammen eine Einheit bilden, kann man als Paar bezeichnen. Zwei entgegengesetzte Elemente, die sich gegenüberstehen oder ausschließen, bilden ein Gegensatzpaar im Sinne einer Polarität. Um etwas klassifizieren oder unterscheiden zu können, ist mindestens ein Gegensatzpaar erforderlich, es sind also mindestens zwei unterscheidbare Eigenschaften vorhanden. In jedem Paar ist eine gewisse Symmetrie zu erkennen.
So spricht beispielsweise die Logik vom Prinzip der Zweiwertigkeit, wenn einem Sachverhalt der Wahrheitswert wahr oder falsch zugeordnet werden kann. Die Ethik beschäftigt sich mit dem Gegensatzpaar Gut und Böse. Auch viele Religionen sehen die Welt in der Spannung von Gut und Böse und verbinden diese Begriffe teils mit metaphysischen Größen wie Gott und Teufel oder Himmel und Hölle.
Die chinesische Numerologie und ihre religiöse Ausprägung des Daoismus sehen in der Polarität des Yin und Yang im System des Taiji den Gegensatz, der den gesamten Kosmos bestimmt.
Im Christentum teilt sich die heilige Schrift der Bibel in zwei Testamente: das Alte Testament und das Neue Testament. Im Christentum und im Judentum erschafft Gott am zweiten Tag der Schöpfung die Feste, die das Wasser des Himmels von dem Wasser der Erde trennt. Im biblischen Buch Exodus erhält Mose zwei Tafeln mit den Zehn Geboten. Das zweite von diesen verbietet die Verehrung von Götzen und unterstreicht das Bilderverbot. Adam und Eva waren im Christentum, Islam und im Judentum die ersten beiden Menschen.

### Brüder- und Schwesternpaare

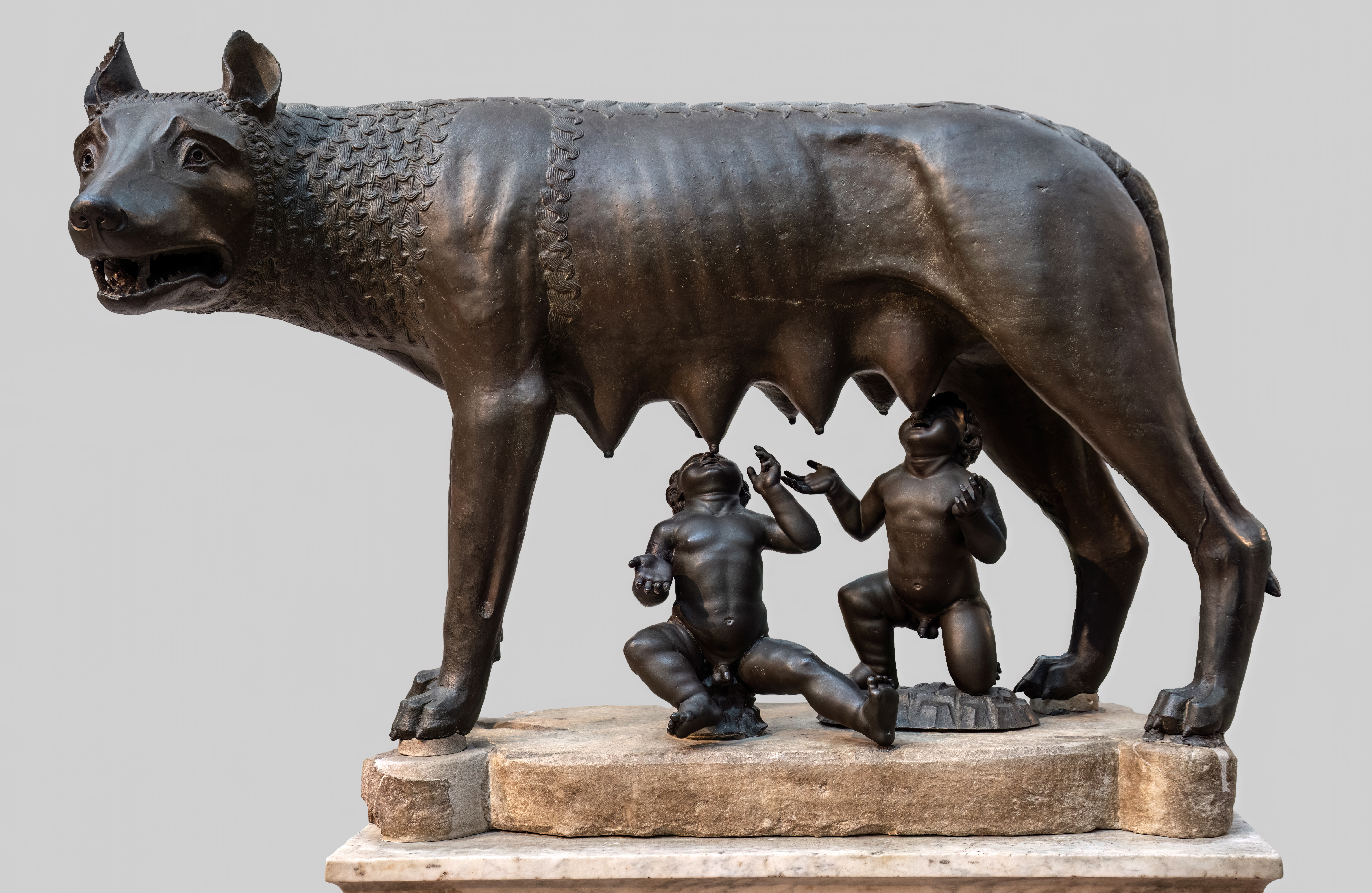
Die Kapitolinische Wölfin säugt die Knaben Romulus und Remus

Ein weit verbreitetes mythologisches und literarisches Motiv ist das der zwei Brüder, die sich hassen oder im Streit liegen und von denen der eine den anderen gelegentlich sogar tötet. Beispiele hierfür sind Kain und Abel aus dem Alten Testament oder Romulus und Remus aus der römischen Mythologie. Auch 'harmonische' Brüderpaare gibt es häufig, die Dioskuren aus der griechischen Mythologie sind geradezu sprichwörtlich für eine lebenslange freundschaftliche Beziehung geworden. Viele dieser Brüderpaare sind Zwillinge – die Faszination für die Ähnlichkeit bzw. Verwechselbarkeit zweier Geschwister hat einigen literarischen Werken als Inspiration gedient, beispielsweise dem Kinderbuch Das doppelte Lottchen von Erich Kästner.
Ein Beispiel für zwei Schwestern aus dem Märchen sind die Gold- und die Pechmarie aus Frau Holle, das von den Brüdern Grimm aufgezeichnet wurde. Wie in vielen Märchen handelt es sich hier jedoch um Stiefschwestern.
Auch gemischte Geschwisterpaare sind in Sage und Literatur ein häufiges Motiv. Artemis und Apollon stehen in der griechischen Mythologie für Sonne und Mond, beziehungsweise Tag und Nacht. Berühmte Märchenfiguren sind Brüderchen und Schwesterchen und Hänsel und Gretel. Ein oft mit Geschwisterpaaren verknüpftes Motiv ist das des Inzest: Inzestuöse Beziehungen zwischen Geschwistern finden sich in vielen Schöpfungsmythen, die Spanne reicht von dem Geschwisterpaar Siegmund und Sieglinde in Richard Wagners Die Walküre und Thomas Manns Wälsungenblut bis zur Seifenoper Verbotene Liebe im deutschen Fernsehen.

## Sonstige Bedeutungen
- Februar ist der erste Monat und Dienstag ist der zweite Wochentag.
- Der Stier ist das zweite Tierkreiszeichen.
- 2 wird in Deutschland und in Österreich als Schulnote genutzt und bedeutet „gut“.
- Es gab bisher zwei Weltkriege: der Erste Weltkrieg (1914–1918) und der Zweite Weltkrieg (1939–1945).
- Viele Autobahnen haben 2 als Nummierung, darunter die Bundesautobahn 2 vom Ruhrgebiet bis Berlin.